# Frank István
Frank István (Csepreg, 1870. február 8. – Nyitra, 1917. november 29.) piarista szerzetes, a nyitrai főgimnázium igazgatója.

## Élete
Győrben végezte el a gimnáziumot, majd 1888. augusztus 27-én belépett a piarista rendbe. Kecskemétre küldték tanulmányai folytatására, majd 1891-1893 között Nyitrán tanult teológiát. A második évfolyamot magánúton végezte el, mivel 1893. februárjától Máramarosszigeten lett kisegítő tanár. 1893. június 25-én ünnepélyes fogadalmat tett, július 9-én pedig áldozópappá szentelték. 1893-1896 között a Kolozsvári Magyar Királyi Ferenc József Tudományegyetemen tanult, ahol természettudományból szerzett diplomát. Közben 1894-ben Debrecenben volt fél évig kisegítő tanár. Az egyetem elvégzése után két évig Nagybecskerekre került tanárnak. Onnét 1898-ban Szegedre helyezték.
1909-ben a Nyitrai Piarista Gimnázium igazgatója és az ottani rendház főnöke lett. Már 1910-től komolyan érdeklődött a kinematográfia felhasználási lehetőségei iránt, és a gimnáziumnak mozigépet vásárolt. 1912-ben rendezte az iskola jogi helyzetét. A Szent Ágoston Segítő Egyesület vagyonát gyarapította, illetve szorgalmazta internátus létrehozását is. Betegsége miatt 1915. október 21-én hivatalából felmentette. A budapesti Batizfalvy-féle szanatóriumban, a Jandrasik-klinikán, majd a nyitrai rendházban, illetve közkórház elmegyógyászati osztályán kezelték.
Felolvasásokat tartott a Nyitrai Katolikus Körben, szerkesztette a nyitrai főgimnázium értesítőjét. A Felvidéki Magyar Közművelődési Egyesület tagja, Nyitra város közéleti és kulturális életének fontos szereplője volt. Elnöke lett a Nyitrai Katolikus Kör irodalmi osztályának, igazgatója a Nyitra Vármegyei Múzeumnak, illetve tagja a városi képviselőtestületnek.

## Művei
- 1913 Az ifjúság mozilátogatása. Nyitrai római katolikus főgimnázium 1912/13. évi értesítője.

1898-ban a nagybecskereki városi elektromos telepről közölt leírást.